# Groot olievlekje
Groot olievlekje (Pseudosagedia borreri) is een korstmossoort uit de familie Porinaceae. Het leeft in symbiose met de alg Trentepohlia. Het komt voor op bomen.

## Determinatie
Groot olievlekje is een korstvormig korstmos. Het heeft een grijsbruin tot olijfzwartkleurig thallus. De peritheciën zijn zwart, 0,2–0,5 mm groot, en liggen voor een derde tot de helft onder de thallus. De asci is 8-sporig, slank cilindrisch, met een dunne wand, en bevatten een refractieve ring die kleurt met Congo-rood. De ascosporen zijn hyaliene 6–7(–8)-septaat en meten 22–40 μm x 3–6 μm. De pycnidiën zijn zwart en de conidiën zijn 2–3 x 1 μm. 
Het thallus heeft geen kenmerkende kleurreacties: K-, C-, KC-, P- en UV-.

## Verspreiding
In Nederland is groot olievlekje een zeer zeldzame soort. Het staat op de Nederlandse Rode Lijst in de categorie 'Gevoelig'.